# Umar (cómic)
Umar  es una supervillana ficticia de cómic que aparecen en las publicaciones de la editorial estadounidense Marvel Comics, por lo general en historias protagonizadas por el Doctor Strange, para quien sirve como un adversario. Creado por el escritor Roy Thomas y el artista Bill Everett, el personaje apareció por primera vez en Strange Tales # 150 (noviembre de 1966).
Un residente de la "Dimensión Oscura" del multiverso de Marvel Comics, Umar es una Faltine, una energía de dimensiones superiores atrapada en forma humana. Ella es la hermana de Dormammu, un gran adversario del Hechicero Supremo de la Tierra, Doctor Strange, y la madre del interés amoroso de Strange, Clea, a través del cual ha servido como enemiga recurrente de Strange. Sus poderes han sido descritos como superiores a los de los hechiceros de la Tierra, incluido Strange, lo que hace que derrotarla sea muy difícil. Umar y Dormammu han sido representados históricamente en una batalla constante por el trono de la Dimensión Oscura, un reino místico al que inicialmente habían sido desterrados por su gente, sobre el que normalmente gobierna Dormammu, mientras que Umar generalmente se representa en una forma que se asemeja a una mujer humana.
Uno de los "villanos más icónicos" de Doctor Strange, el personaje ha sido descrito como "una amenaza impredecible", y "una mujer malvada y constantemente conspirando que haría cualquier cosa, incluso traicionar a su propio hermano casi omnipotente por poder". Se destaca por su uso más sereno de la "astucia y la inteligencia malévola".

## Historial de publicaciones
Umar apareció por primera vez en Strange Tales #150 de Marvel Comics, en una historia del Doctor Strange, escrita por Roy Thomas, e ilustrado por Bill Everett bajo el ojo de redacción de Stan Lee. Sin embargo, en el panel final de Strange Tales # 149 del mes anterior (escrito por Denny O'Neil), su aparición debut fue presagiada con un nombre diferente.
EL PRÓXIMO MES... La dramática derrota de Kaluu - y la introducción de la intrigante y totalmente inolvidable villana de todos los tiempos - KARA ¡Puedes permitirte perdértelo!
La portada del # 150, sin embargo, publicó el teaser "¡Salga de Kaluu ... entre a Umar!" con su interpretación inicial. Apareciendo en la última (décima) página, Umar luego pasa la mayor parte del número 151 como una herramienta narrativa, recapitulando los eventos que ocurrieron durante su destierro, para beneficio de los lectores que regresan y los nuevos por igual.
Ella ha servido como un gran adversario del Hechicero Supremo de la Tierra, Doctor Strange. Sus lazos familiares la llevarían a cruzarse con el Doctor Strange muchas veces durante el transcurso de su historial de publicaciones, durante el cual trabajaría con su hermano contra Strange, y no estaba por encima de explotar la relación romántica de Strange con Clea para manipular al hechicero.
En 2005 Marvel publicó la miniserie Defenders: Indefensible, por Keith Giffen, J.M. DeMatteis y Kevin Maguire, en la que Los Defensores se reunieron para enfrentarse a Umar y Dormammu.
En Defenders (Vol 2) # 3 (noviembre de 2005), Umar usa su magia para encantar a Hulk con el fin de seducirlo y aprovecharse de él sexualmente, pero se siente frustrada porque el acto de copulación con él dura solo seis minutos, y se enoja. cuando vuelve a su forma humana de Bruce Banner. La escena que generó críticas por su tratamiento de lo que fue un acto de sexo no sexual.
Más tarde, Umar usa esta táctica nuevamente en The Incredible Hulks # 633 (septiembre de 2011).

## Biografía ficticia

### Orígenes
Umar nació como una Faltine, una raza de seres inmortales hechos de pura energía mágica que residen en su propio universo. Umar es la hija de Sinifer y la hermana de Dormammu, que generalmente se representa en forma demoníaca. Cuando los Faltine desovan, generalmente toman la forma duplicada de sus padres, pero ella y su hermano Dormammu expresaron un carácter distintivo individual de sus padres. Después de que asesinan a uno de sus compañeros Faltines, son desterrados de ese universo.
Ellos escaparon de este destierro, y más tarde conquistaron el Faltine y la Dimensión Oscura, que posteriormente gobernaron con puños de hierro, expandiendo sus bases de poder mientras mantenían a los Seres sin Mente fuera de esa dimensión. Aunque los hermanos conquistan juntos la Dimensión Oscura, luchar contra los Defensores de ese reino debilita a Umar, quien es relegada al estado de subordinado de Dormammu, y se ve obligada a tomar la forma de un cuerpo mortal. Umar conoce al discípulo de Dormammu llamado Orini, con quien tiene una hija llamada Clea, pero Umar inmediatamente se disgusta y desdeña a Orini. Clea aparentemente pasa la mayor parte de su infancia esencialmente sin padres y no descubriría que Umar era su madre hasta que sea adulta.
Umar se frustra con su estado en el exilio, y después de descubrir que puede volver a su forma original, ataca a su hermano con rabia, pero él fácilmente la derrota y la destierra a un mundo de bolsillo dentro de la Dimensión Oscura. Cuando Doctor Strange derrota a Dormammu durante un encuentro posterior, Umar se libera de su exilio y toma el control de la Dimensión Oscura, pero su gobierno es temporal. Más tarde entra en conflicto con Strange y sus aliados por su cuenta en muchas historias.

### La Dimensión Oscura
Además de ser una amenaza impredecible para Doctor Strange, Umar también allana el camino para su hija Clea, quien se convierte en el interés amoroso de Strange. Umar ha utilizado a su hija como rehén antes para atraer a Strange a sus trampas y, a la inversa, Clea se ha asociado con Strange para derrotar a su madre y derribarla del trono.
En Strange Tales # 156, Strange puede derrotar a Umar por un estrecho margen solo mediante la invocación de Zom, la única entidad cuya fuerza rivaliza con la suya, aunque hacer esto presenta un conjunto diferente de peligros, que Strange sobrevive solo con la intervención del Tribunal Viviente.

### Clea
Uno de los Mhuruuks que no fue asesinado fue Orini, hijo de Olnar, que era solo un niño sin entrenamiento. Con el tiempo envejeció, mientras que los faltinianos siguieron siendo los mismos. Finalmente, Orini se convirtió en el principal discípulo de Dormammu. Con el tiempo, Umar notó al Orini adulto y tuvo una cita con él. Ambos, evidentemente, eran vírgenes, y Umar inicialmente estaba disgustado con la experiencia y con el mismo Orini (más tarde se convirtió en una hábil seductora, pero su desdén por Orini se mantuvo sin cambios). En seis ciclos de la Dimensión Oscura, Umar dio a luz a Clea. Esta experiencia cambió a Umar, y ahora ya no podía volver a su forma faltiniana. 
Su incapacidad para transformarse enfureció a Umar, y en su frustración arremetió contra Dormammu. Ahora mucho más fuerte que Umar, Dormammu la desterró a una de las dimensiones de bolsillo subyugadas de la Dimensión Oscura. 

### Contra Dr. Strange
Con el tiempo, Dormammu intentó invadir la dimensión de la Tierra y entró en conflicto primero con el Ancestral y luego con el Doctor Strange. Finalmente, Dormammu fue derrotado y el hechizo que desterraba a Umar se rompió. Umar pudo detener la invasión de la Dimensión Oscura por los Seres sin Mente, y se convirtió en gobernante de la Dimensión Oscura. A pesar de haber sido desterrado por él, Umar buscó vengar a su hermano en Strange. Mantuvo a Clea como rehén en la Dimensión Oscura, para atraer a Strange de regreso. Cuando luchó por primera vez contra Strange, ella era la más poderosa, pero luego la entidad llamada Sayge le mostró a Umar una imagen del rostro faltiniano original de Umar. Esta visión llevó a Umar casi a la locura, y viajó a la Tierra para destruirla en venganza. Allí, ella luchó contra el Ancestral. Strange la derrotó convocando a otro monstruo; Zom, obligándola a huir. Umar luego liberó al Doctor Strange, lo que le permitió derrotar a Dormammu.
Umar atacó al Doctor Strange y Clea en la Tierra y transportó la esencia de Dormammu al núcleo de la Tierra, donde se reformó. Con Orini, Umar derrotó al Doctor Strange en nombre de Dormammu. Con Dormammu, Umar luchó contra la Bruja Escarlata, Visión y Agatha Harkness. Luego se relató la seducción de Orini por parte de Umar que resultó en el nacimiento de Clea. Umar robó el poder de Dormammu, usándolo para luchar contra el Doctor Strange y Clea. Umar fue derrotado cuando Gea hizo que el poder de Dormammu volviera a él. Umar luego luchó contra Thor en un intento de interrumpir una partida de ajedrez entre Odín y Dormammu.
Más tarde, Umar intervino en la batalla del Doctor Strange con un trastornado Caballero Negro. Ella conjuró una serpiente marina y elementales de agua para atacar al Doctor Strange y al Caballero Negro en la Tierra. Finalmente se relató el origen de Umar, y el secreto de la ascendencia de Clea finalmente se reveló a Clea y al Doctor Strange. Luego, Umar fue depuesta como gobernante de la Dimensión Oscura por Clea, y con Orini, Umar fue desterrada a una dimensión alienígena por el Doctor Strange y Clea.
Dormammu regresó para derrocar a Clea y liberó a Umar del destierro. Clea y el Doctor Strange escaparon de Dormammu, pero se encontraron con Umar, que quería matar al Doctor Strange. Umar notó que su hechizo también estaba afectando a Clea. Clea reveló que se habían casado y que ahora existía un vínculo místico entre ellos. Umar detuvo su ataque y admitió a Clea que no pudo matar a su propia hija. Ayudó a Strange y Clea a derrocar a Dormammu. Umar engañó a su hermano sugiriéndole que dividieran el poder sobre la Dimensión Oscura en dos partes. Dormammu estuvo de acuerdo y Umar lo desterró a su parte: el dominio de los Sin Mente. Umar hizo las paces con Strange y Clea y ahora gobernaría la Dimensión Oscura con el Barón Mordo a su lado. Clea regresó a la Tierra con Strange.
Muchos meses después, Clea fue abordada por otro Faltine, quien afirmó ser su primo. Él le informó que necesitaba derrotar a Umar, quien se había convertido en una dictadora. Clea regresó, pero descubrió que era un truco: el otro Faltine era Dormammu disfrazado y absorbió a Umar y Mordo en su propio cuerpo, creciendo gigantes en tamaño y poder. Clea permaneció en la Dimensión Oscura para luchar contra Dormammu.
Umar se separó de Dormammu nuevamente, aunque los hermanos mantuvieron un vínculo místico, y los dos colaboraron para derrotar a un avatar de la Eternidad y usar el poder adquirido para rehacer el universo a su imagen infernal, pero finalmente traicionó a su hermano, le robó su poder, y lo atrapó en la forma de un mutado lisiado impotente.
Cuando el secuaz de Dormammu, el líder de la banda criminal conocido como Capucha, interroga a Satana para saber sobre su maestro, la demonia se refiere a Umar como si hubiera sido asesinada por su hermano.
Más tarde, Umar resucita junto con otros villanos por la magia del Pozo de los Deseos.

## Poderes y habilidades
Umar es inmortal y posee una fuerza sobrehumana. Al igual que Dormammu, los poderes mágicos de Umar superan en gran medida a los de todos los hechiceros de la Tierra, incluido el Dr. Strange, especialmente cuando su poder se combina con Dormammu. Sin embargo, el hecho de que esté amenazado por el poder de su hermana excluye las frecuentes alianzas entre los dos.

## En otros medios
Umar en su forma humana es un jefe destacado en el videojuego de 2012 Marvel Avengers Alliance.

## Recepción crítica
Umar ha sido clasificada entre los enemigos más importantes de Doctor Strange, y también es considerado uno de los enemigos "clásicos" de Hulk. Chase Magnett de Comicbook.com la colocó como la cuarta mejor villana de Doctor Strange y la describió como similar a su hermano Dormammu pero con más simpatía.
En julio de 2016, Cat Wyatt clasificó a Umar en el puesto número 10 en la lista de CBR.com de "Los 10 peores enemigos a los que se ha enfrentado Stephen Strange".
La escena en la que Umar usa su magia para seducir a Hulk en Defenders (Vol 2) # 3 (noviembre de 2005), solo para estar insatisfecho con su incapacidad para copular con ella durante más de seis minutos, ha sido mencionada entre los críticos como un notable encuentro entre los dos adversarios, con Anthony Avina, citándolo por su inclusión de la relación de la pareja en la lista de CBR.com de 2019 de los 10 mejores romances entre héroes y villanos entre los personajes de Marvel. Otros, sin embargo, criticaron la escena. En 2013, Rob Bricken de Gizmodo, quien dijo que el acto de Umar fue una violación y lo clasificó en el puesto número 4 en la lista de las 9 aventuras menos increíbles que tuvo el increíble Hulk de ese sitio web. En 2016, Mark Zambrano de Screen Rant lo incluyó en la lista 2016 de ese sitio web de las 11 cosas más grandes de WTF que Hulk ha hecho. Otro colaborador de Screen Rant, Nicholas Conley, clasificó la relación de Umar con Hulk en el puesto 13 en la lista de agosto de 2017 de ese sitio web de los "15 superhéroes que tenían amantes de supervillanos".
En agosto de 2016, una encuesta de lectores realizada por Comics Alliance sobre las historias más memorables con los archienemigos del Dr. Strange incluyó la reunión de los Defensores para enfrentar a Umar y Dormammu en la miniserie Defenders: Indefensible de 2005.
Umar había sido defendido como una adición a las películas del Universo cinematográfico de Marvel (UCM) desde antes del lanzamiento del largometraje Doctor Strange de 2016. El éxito de esa película provocó especulaciones y sugerencias sobre qué villanos deberían haber sido seleccionados para la secuela de esa película. Ese noviembre, Den of Geek! publicó una lista de personajes deseados para la segunda película de Doctor Strange. El colaborador Marc Buxton incluyó a Umar, a quien nombró como el "más desagradable" de los enemigos de Strange, comparándola con Cersei Lannister de la serie de novelas Canción de hielo y fuego. Buxton observó que mientras Dormammu representa poder en bruto, Umar exhibe "astucia e inteligencia malévola" y sugirió que convertirla en la antagonista de una película proporcionaría una historia "épica". En marzo de 2019, Ben Sherlock, escribiendo para CBR.com, incluyó a Umar en la lista de ese sitio web de "9 poderosos villanos de Doctor Strange que esperamos ver en el MCU". Sherlock argumentó que el uso de Dormammu en la película de 2016, Dr. Strange facilitaría las apariciones de su hermana. Sherlock sugirió que la derrota de Dormammu por parte de Strange al final de esa película proporcionaría un motivo de venganza para Umar, y podría prestarse a un conflicto personal e íntimo que el de la película de 2016. Sherlock también señaló que esto aumentaría la atención a la escasez de villanas femeninas en la serie, y que establecer una historia de este tipo en un reino de otro mundo evitaría la pregunta que ocurre en las películas en solitario del UCM de por qué los protagonistas no contactan a sus aliados de los Vengadores para obtener ayuda. Otros medios también han pedido la introducción de Umar en la serie de películas, incluido Digital Spy, y Cinema Blend, que afirmó que la introducción de Umar también proporcionaría una vía para la introducción de Clea. Ese mismo año, el productor de Marvel Studios, Kevin Feige declaró que algunos destellos de la Dimensión Oscura serían parte de la trama de esa secuela.